# Constant Bar
Constant Bar (Nantes, 14 ottobre 1817 – Paramaribo, 1878) è stato un entomologo francese.

## Biografia
Constant Bar è cresciuto nella Guiana francese presso L'île Portal nel comune di Saint-Laurent-du-Maroni e con i suoi tre fratelli fece estese esplorazioni entomologiche del posto, raccogliendo campioni per i suoi studi e per Charles Oberthür e altri. Scrisse Note critique sur les différent systèmes de classification des lépidoptères rhopalocères établis depuis l'époque de Latreille et essai d'une nouvelle classification jusqu'aux genres exclusivement. Annales de la société entomologique de France, Parigi, (5) 8 (1): 5-30. (1878). Nel 1854 diventò membro della Société entomologique de France.